# Forêt classée de Kakimbo
La forêt classée de Kakimbo est une forêt classée située sur la commune de Ratoma près de la littorale nord-est de Conakry en république de Guinée.

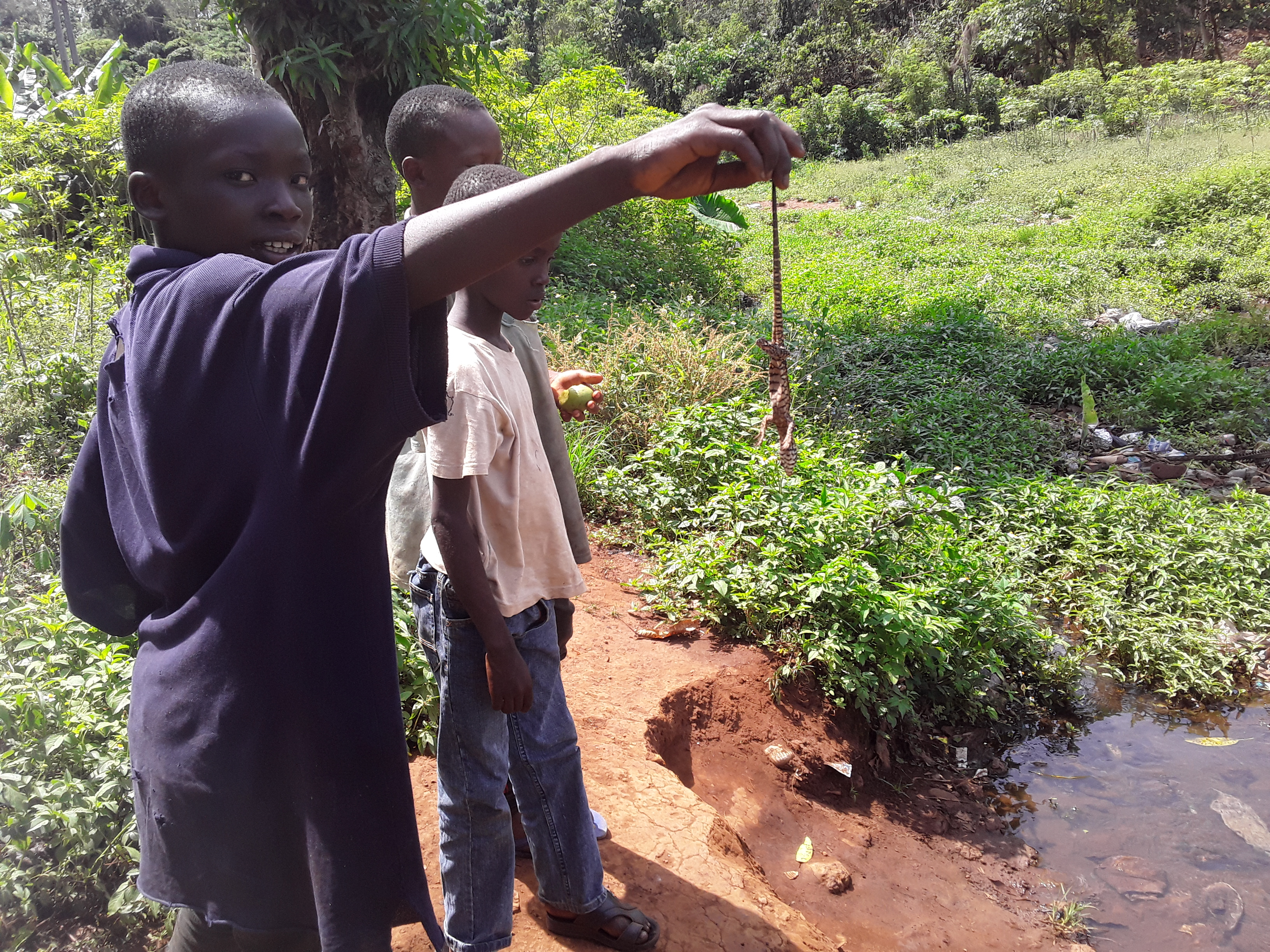
Des enfants tenant un petit reptile de la forêt.

## Historique
La forêt classée de Kakimbo est une zone protégée pour son stockage des gaz à effet de serre, en 1945 pendant la colonisation, et pendant la première république sous Ahmed Sékou Touré en 1983.

## Situation géographique
La forêt est située en plein cœur de la commune de Ratoma après Kipé en partant vers Taouyah. Elle couvrait une superficie de 117 ha mais aujourd'hui seulement 15.

## Caractéristiques
La zone protégée est caractérisée par des forêts, de hauts arbres et ses quatre grottes (Grotte de Kakimbo).
Cette zone est considérée comme un poumon vert de la capitale. À cause de son climat, elle abrite sept forages de la société des eaux de Guinée (SEG).

## Galerie

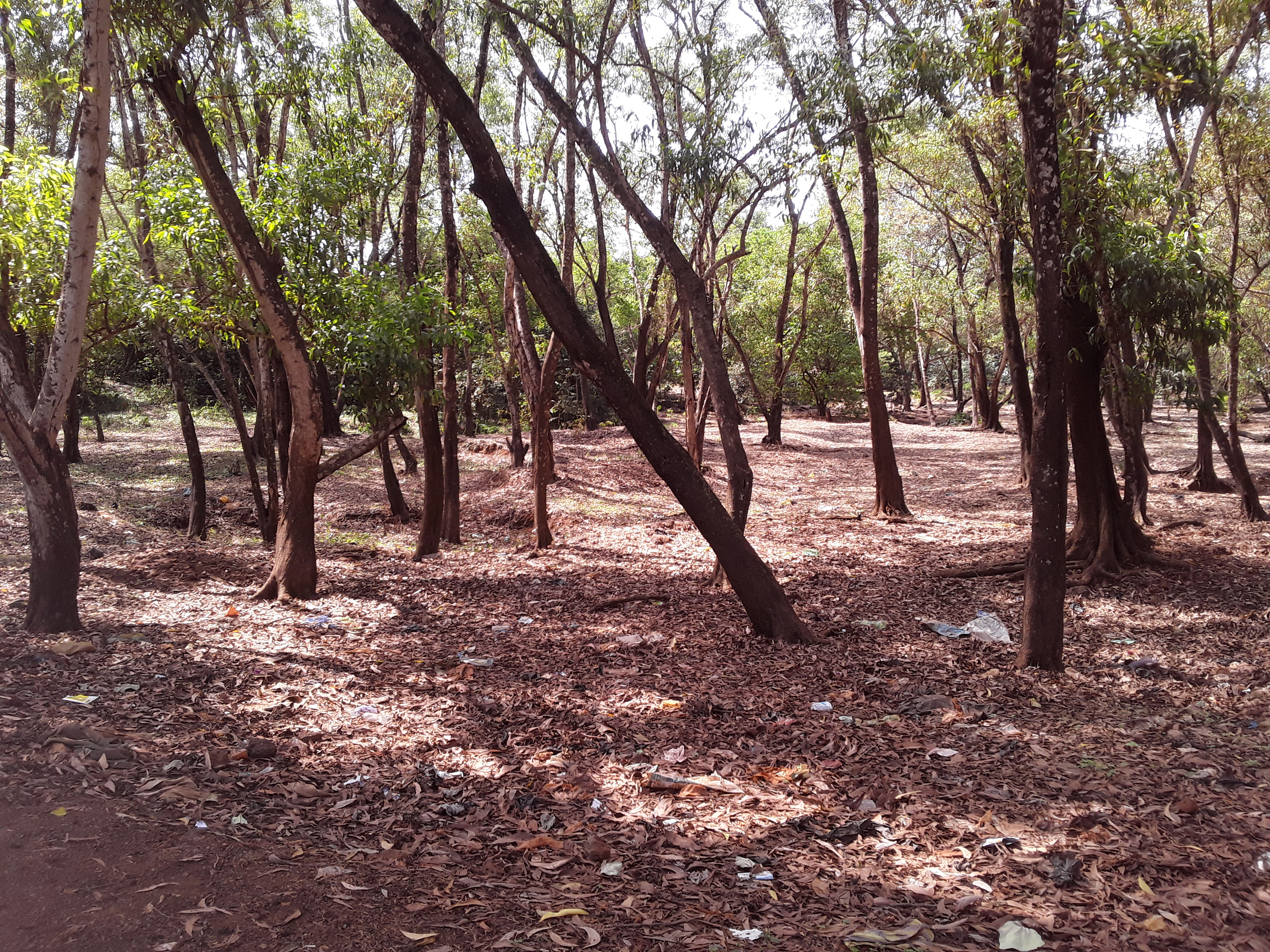
Vue de la forêt classée de kakimbo.
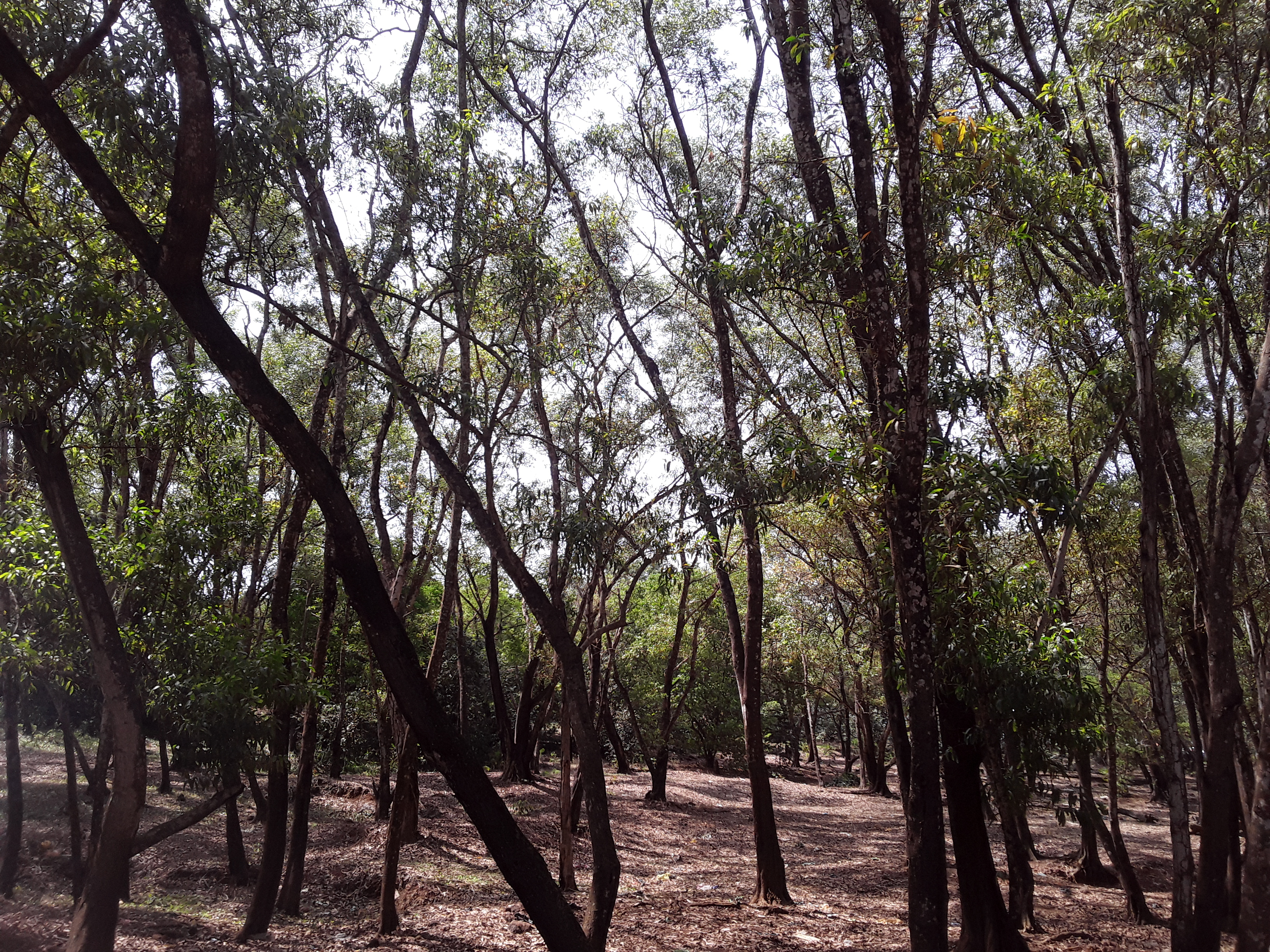
Forêt de kakimbo.
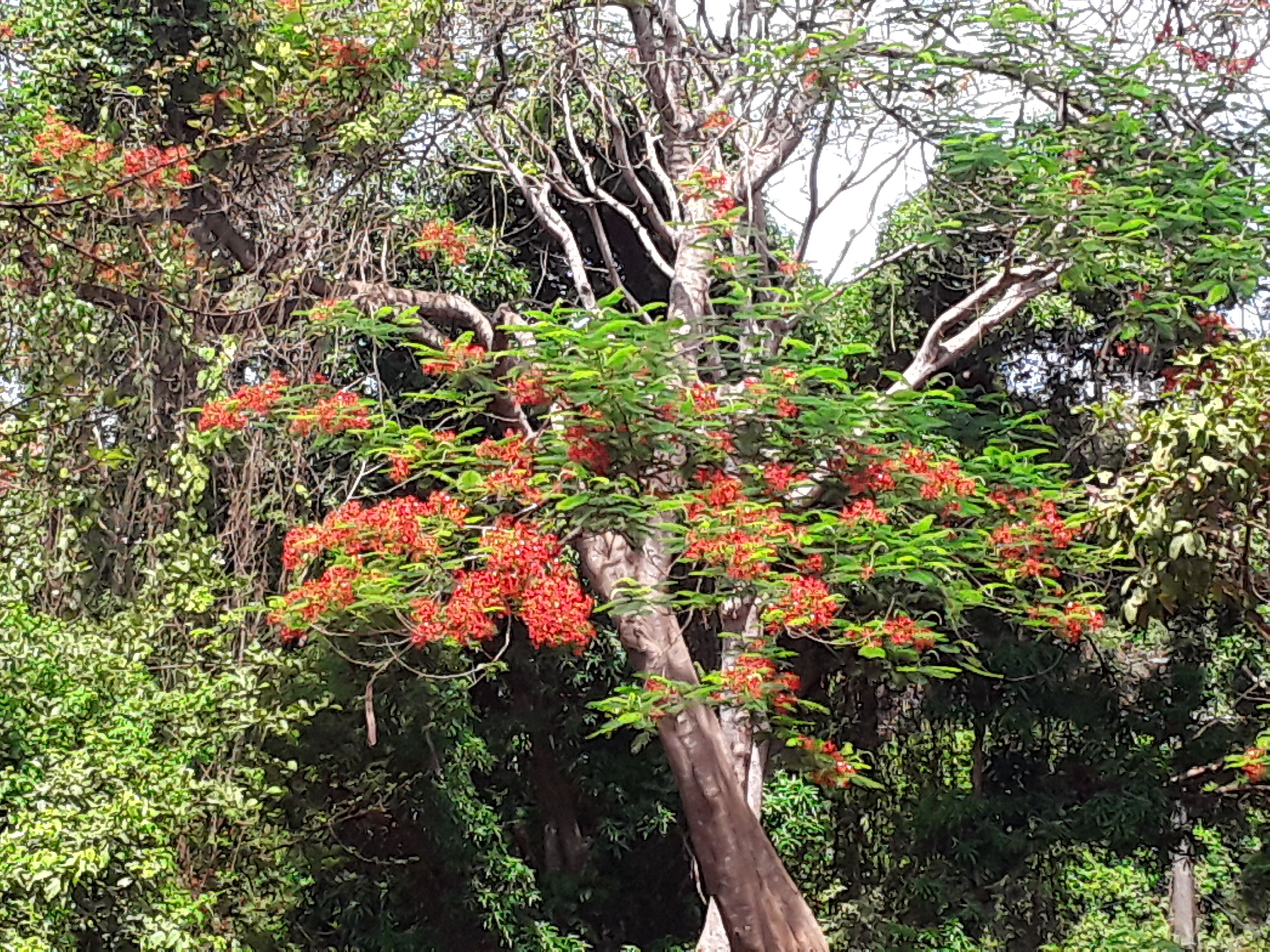
Arbre en floraison dans la forêt classée de kakimbo.
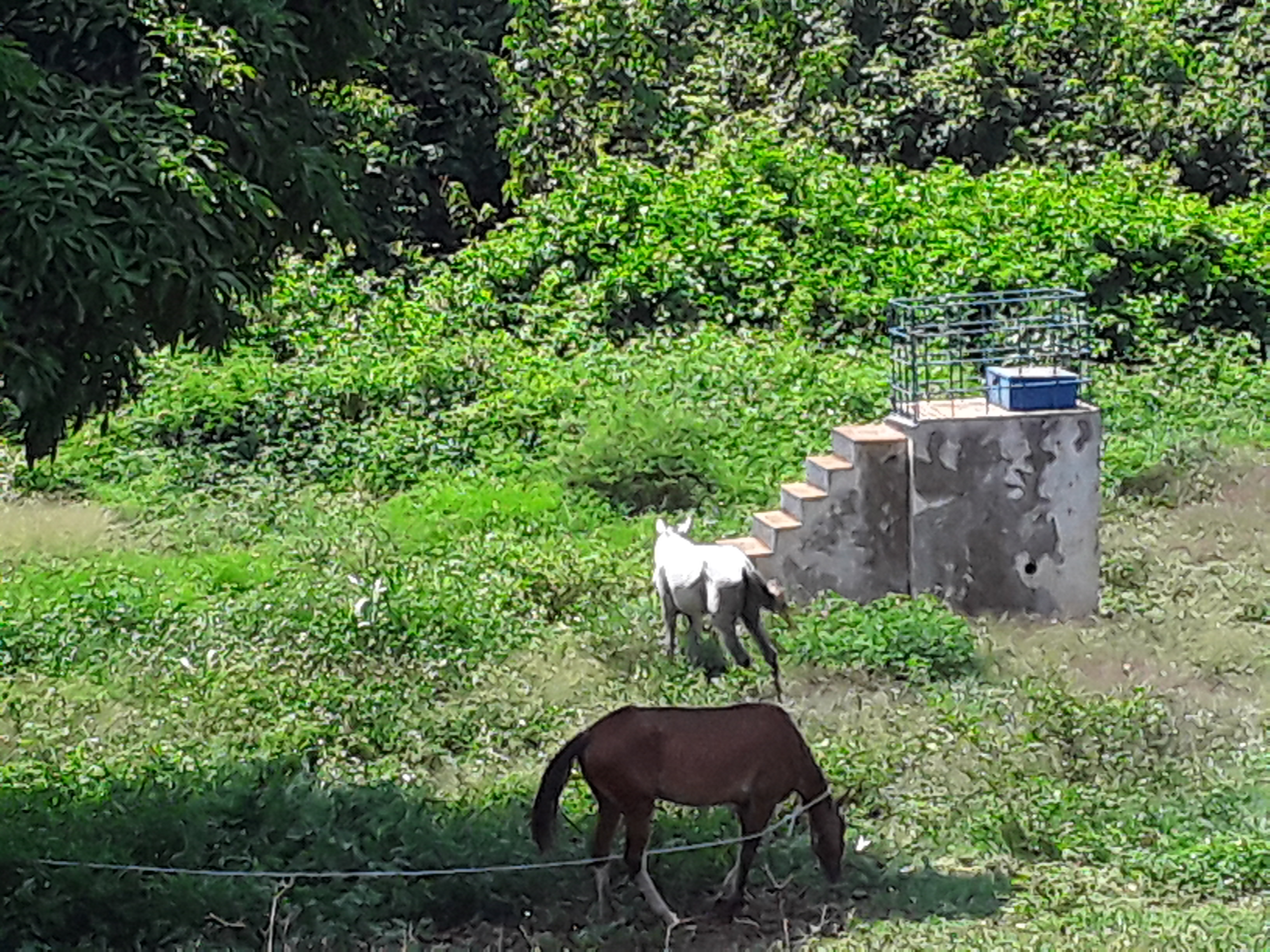
Des chevaux dans la forêt de Kakimbo.